# Oreopsyche leschenaulti
Oreopsyche leschenaulti är en fjärilsart som beskrevs av Otto Staudinger 1860. Oreopsyche leschenaulti ingår i släktet Oreopsyche och familjen säckspinnare. Inga underarter finns listade i Catalogue of Life.